# Матис, Людвиг Эмиль
Людвиг Эмиль Матис (нем. Ludwig Emil Mathis; 1797—1874) — немецкий юрист и прусский политик.

## Биография
Родился в Берлине 31 мая 1797 года. Его прадед, француз, бежал в Пруссию после появления эдикта Фонтенбло и поселился в Бранденбурге. Его отец Фредерик Генри Матис (?—1812) был королевским комиссаром юстиции (нем. kammergericht) Берлинского апелляционного суда, редактировал юридический журнал. После смерти отца его мать Эрнестина (?—1826), дочь берлинского придворного проповедника Карла Людвига Конрада, вышла замуж за протестантского богослова Франца Термена, который оказал большое влияние на пасынка.
Учился в Фридрихсвердерской школе в Берлине, затем — в Иоахимстале; в 1815—1818 годах изучал право в Берлинском университете.
С 1823 года работал в городском суде Берлина. В следующем году он также стал членом Соборной церковной коллегии, а в 1825 году — членом опекунского суда в Берлине. Благодаря способностям, которые он проявил на этих должностях, в 1829 году был назначен судьёй палаты.
С 1835 по 1838 год он был комиссаром Пруссии в Центральном следственном органе во Франкфурте-на-Майне. С 1838 года работал в прусском министерстве внутренних дел и полиции, которым руководил в то время Густав фон Рохов. С 1842 года состоял в Прусском государственном совете. С 1843 года он также был членом Высшего цензурного суда, созданного 1 июля 1843 года и призванного обеспечить защиту печати от произвола со стороны цензоров. В январе 1844 года он взял на себя управление высшими органами полиции и прессы в прусском министерстве внутренних дел, где проявилось его понимание потребностей времени. В результате, в сентябре 1846 года был повышен до министерского директора (под руководством министра внутренних дел Эрнста фон Бодельвикеля). В результате смены министров в марте 1848 года подал в отставку.
Осенью 1849 года он был избран председателем «Патриотической ассоциации» в Берлине, членом которого он был с января 1849 года.
Избранный, в 1851 году, в первую палату Ландтага от Могильнонского округа Позенской провинции; основал с Бетман-Голлвегом фракцию, сделавшую своей программой поддержку прусской конституции и единение Германии под гегемонией Пруссии. В 1852 году был избран в Палату депутатов как представитель четвертого берлинского округа. Либерально-консервативная фракция в Палате, имевшая 44 места после выборов 1858 года, получила название «фракция Матиса». С 1859 по 1860 год Матис был вице-президентом Палаты депутатов.
Матис принадлежал к либералам, но отпал от большинства из-за строго церковной точки зрения на брак.
В 1862 году был избран председателем Евангелической консистории провинции Бранденбург, а в конце января 1865 года — председателем верховного Совета евангелической церкви Прусской унии; выступал против религиозного либерализма.
Умер 17 ноября 1874 года в Берлине.

## Награды
- орден Красного орла (1860)
- орден Короны 1-й степени (1872)